# Vänersborg (Gemeinde)
Koordinaten: 58° 23′ N, 12° 20′ O

Die Gemeinde Vänersborg liegt am Südwestspitz des Sees Vänern in den schwedischen Provinzen Västergötland und Dalsland (Verwaltungsprovinz Västra Götalands län) etwa 85 km nordöstlich von Göteborg. Zentralort ist die Stadt Vänersborg, weitere Ortschaften sind Brålanda, Frändefors, Vargön sowie weitere kleinere Dörfer.

## Geographie
Die Gemeinde Vänersborg umfasst die Halbinsel Vänersnäs östlich von Vänersborg, die sich etwa 15 Kilometer in den Vänern erstreckt. Die östliche Grenze der Gemeinde bilden die Tafelberge Halleberg und Hunneberg (etwa 10 Kilometer östlich von Vänersborg), seit dem 16. Jahrhundert königliches Jagdgebiet mit besonders dichtem Elchbestand. Sowohl Vänersnäs wie auch die beiden Tafelberge waren früh besiedelt, worauf zahlreiche archäologische Funde, wie die Hästevads stenar, hinweisen.
Der größte Teil des Gemeindegebietes erstreckt sich aber entlang des Westufers des Vänersees (etwa 25 Kilometer nach Norden), wovon sich die Dalbo-Ebene in das Landesinnere erstreckt.

## Wirtschaft
Die Gemeinde Vänersborg ist vorwiegend geprägt vom Dienstleistungssektor, dessen Zentrum die Stadt Vänersborg ist. Größere Industriebetriebe gibt es vor allem im Ort Vargön und in Brålanda. Die Landwirtschaft konzentriert sich auf den westlichen Teil der Gemeinde.